# Klaus von Wild

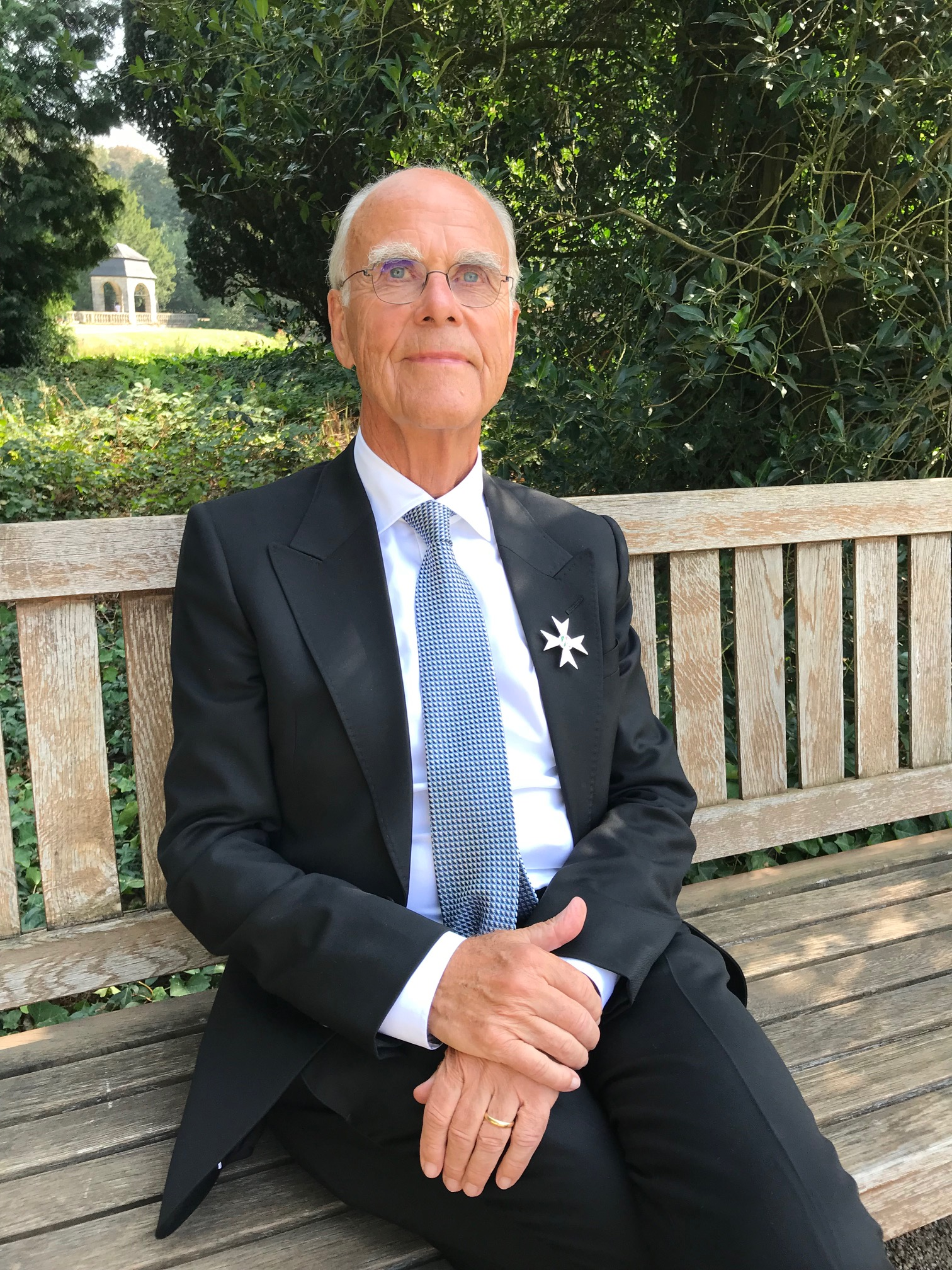
Klaus R.H. von Wild (2018)

Klaus R.H. von Wild (* 4. Mai 1939 in Frankfurt am Main) ist ein deutscher Neurochirurg und Neurotraumatologe.

## Werdegang
Von Wild studierte von 1960 bis 1966 Medizin an der Johann Wolfgang Goethe-Universität Frankfurt am Main. 1966 Abschluss Studium mit medizinischem Staatsexamen. 1968 war seine Approbation als Arzt (Hessen) und die Promotion zum Dr. med. bei H. Ruf, Ordinarius der Neurochirurgie, Goethe-Universität. Im Anschluss war er Stabsarzt der Reserve und wissenschaftlicher Assistent in der Pathologie bei Wolfgang Rotter und Wilhelm Krücke am Dr. Senckenbergischen Institut für Pathologie der Goethe-Universität. 1970–1975  Assistenzarzt in neurochirurgischer Facharztausbildung bei H. Ruf – mit Zusatzqualifikation in neurochirurgischer Intensivmedizin, Elektrophysiologie, Neuroradiologie und Facharzt-Anerkennung durch die Landesärztekammer Hessen. Bis 1977 war er Oberarzt und habilitierte im Fachbereich Medizin der Goethe-Universität.
Im Jahr 1977 wurde Klaus von Wild von Madjid Samii als ständigen Vertreter und Oberarzt an das KRH Klinikum Nordstadt Hannover berufen. 1979 Umhabilitation an der MHH. 1984 Ernennung zum außerplanmäßigen Professor für Neurochirurgie. 1982–2002 Direktor der neu eingerichteten 50 Betten Neurochirurgie mit Intensivstation und Neuroradiologie am Clemenshospital Münster, Lehrkrankenhaus der Westfälische Wilhelms-Universität Münster; 1987 Ernennung zum Professor für Neurochirurgie im FB Medizin der Westfälische Wilhelms-Universität Münster. 1995 auf Antrag des MAGS durch das Land Nordrhein-Westfalen die Ernennung zum Leiter der weltweit ersten NC-Spezialabteilung für akute neurotraumatologische Frührehabilitation. 2003 von Madjid Samii als Professor für akute restaurative Neurochirurgie und NC-Frührehabilitation an das International Neuroscience Institute (INI), an der Universität Witten/Herdecke berufen. Seit 1977 lehrte und forschte Klaus von Wild. Bis 2020 war er beteiligt an multidisziplinären wissenschaftlichen Gesellschaften und Kongressen (World Federation of Neurological Surgeons (WFNS), WFNR, European Federation of Neurological Societies (EFNS)). Er war Gründungsmitglied der EFNR, World and European Academies of Multidisciplinary Neurotraumatology(AMN and EMN), Int. Clinical Neuro-Musicology(CNM), IBIA, MASCIN (now MASSIN), QOLIBRI Society, der Deutsche Gesellschaft für Neurotraumatologie und Klinische Neurorehabilitation (DGNKN) und der deutschen Gesellschaft für Neuroradiologie (DGNR).

## Leistungen
Seit 1971 Einführung mikrochirurgischer OP-Techniken (Hypophysen-, Spinale- und Nerven-Mikrochirurgie). 1977–82 in Hannover Adaptation der mikrochirurgischen Schule von Madjid Samii. Neue transdisziplinäre Zugänge (Schädelbasis, Hirnnerven-Rekonstruktionen, Neurotraumatologie, Kinder-NC); Neuroradiologie und intensivmedizinisches Neuromonitoring, einschließlich Hirndruckmessung beim Frühgeborenen. Nachhaltige Gründung und Führung internationaler multidisziplinärer Gesellschaften. Klinische und experimentelle Forschung zur zentralen Neuroplastizität bis 2021.
- 1966–1977 Neurochirurgie der Hypophysentumoren[1][2][3][4]
- Ausbildung am ersten Siemens CCT Prototyp SIRETOM[3]
- 1970–2012 Neurotrauma – Apallisches Syndrom, Vegetativer Zustand: Unresponsive Wakefulness Syndrome (UWS)[5][6][7][8][9]
- Multimodales intensivmedizinisches Neuromonitoring; Forschung zu Hirndruck, Nootropika, Neuroplastizität, Koma (1980 Verzicht auf Barbiturat Koma und hochdosiertem Dexamethason)[6][7][8][9][10][11][12][13][14][15]
- Neurochirurgische Interferon – Kontrollstudie „n NIF-beta und e FN -gamma adjuvant zur Strahlentherapie beim Glioblastom“, bewirkte weltweit die Einstellung dieser Tumortherapie[16][17]
- 1992–96, auf Basis des Fachgutachtens von H. H. Janzik, K. von Wild, Volker Hömberg 1992 im Auftrag des MAGS NRW und nachfolgender Fachdiskussion Etablierung neurotraumatologischer NC-Frührehabilitation nach Schädel-Hirn-Trauma in NRW, nachfolgend im Bund (SGB V und SGB IX Reha-Phase B-Frührehabilitation) verankert.
- 1997–2000 Neurochirurg neben G. Brunelli im EU-Forschung Projekt SUAW Biomed II „Stand Up and Walk“[18]
- 2000–02 mit G. Brunelli, erstmals erfolgreiche Nerventransplantation vom Rückenmark zur Wiederherstellung willkürlicher Stand- und Gehfähigkeit nach thorakaler Querschnitt.[19][20]
- 2008 Beginn der int. tierexperimentellen Studie zur zentraler und peripherer Neuroregeneration nach Nerventransplantation vom Rückenmark (19-20)[21][22]
- 1999–2020 Initiator/Koordinator QOLIBRI – Quality of life after traumatic brain injury[23][24]
- 2010–20 Board member CAPTAIN trial Cerebrolysin after moderate to severe traumatic brain injury:[14][15]

## Gutachten
- H. H. Janzik, K. von Wild, Volker Hömberg. 1992 Gutachten für den Minister für Arbeit, Gesundheit und Soziales Nordrhein-Westfalen: Standards der neurologischen Rehabilitation unter besonderer Berücksichtigung der Frührehabilitation und der Nachsorge und Verwirklichungsmöglichkeiten im bestehenden Versicherungssystem, S. 1–49 In: Ministerium für Arbeit, Gesundheit und Soziales des Landes Nordrhein-Westfalen (Hrsg.) Hilfen zur Versorgung Schädel-Hirnverletzter, Gutachten zur Akut- und Rehabilitationsversorgung NRW, Partner Druck, Ahlen

### Fachgutachter
- 1. Beirat Int. Stiftung Neurobionik.
- Mitglied des Beirats, Stiftung Deutsche Schlaganfall-Hilfe (1992–94)
- Arbeitsgemeinschaft 2 Frührehabilitation in der BAG II(BAR) Bundesarbeitsgemeinschaft für Rehabilitation
- MAGS NRW „Neurotrauma Frührehabilitation“ (§39 SGB V und SGB IX)
- DGNC / BDNC Delegierter BÄK Weiterbildung. Neurologie und Neurochirurgie.
- Delegierter DGNC bei der DFG Verbundprojekt Schädel-Hirn-Trauma
- Delegierter DGNC u. BDNC der DIVI Richtlinie Unfallversorgung
- Sozialverband VdK Struktur-Planung zur Versorgung von apallischen Kindern in Niedersachsen
- Delegierter Sprecher unabhängiger Ärzte SV Goethe-Universität, ORGA
- Sprecher wissenschaftlicher Ärzte Med. Fak. Goethe-Universität

## Ehrungen und Auszeichnungen
- Dr. h.c. 2009, Medizinische und Pharmazeutische Universität Iuliu Hațieganu, Cluj-Napoca, RO.
- Prof. h.c 2017, Fujita Health University, Toyoake, JP.
- Prof. h.c. 2013, Burdenko Neurosurgical Center, Moskau, RUS.
- Prof. h.c. 2009, Al-Azhar University, Kairo, EG.
- Hon Consultant 2006–2018, China Rehabilitation Research Center. PRCH.
- Hon Consultant 2001–2013, Rede Sarah de Hospitais de Reabilitação, Brasília, BR.

### Ehrenpräsident
- WFNS at hoc Committee of Neurorehabilitation & Reconstructive Neurosurgery
- Academy for Multidisciplinary Neurotraumatology (AMN),
- International Society for Clinical Neuromusicology (CNM),
- Euroacademia Multidisciplinaria Neurotraumatologica (EMN),
- Deutsche Gesellschaft für Neurotraumatologie und klinische Neurorehabilitation (DGNKN),
- Romanian Society for Neurorehabilitation (RoSNeRa)

### Auszeichnungen
- Verdienstorden des Landes Nordrhein-Westfalen 2018
- 2019 ZNS – Hannelore Kohl Stiftung - Ehrenmedaille

### Namensstiftung
- 2009 Dres. Klaus und Monika von Wild Stiftung e.V. Münster, Nordrhein-Westfalen
- 2003 kvw neuroscience consulting GmbH, Münster

## Publikationen
- K. von Wild, K. Vilcek, J. Takajura (Hrsg.): Internationale Erfahrungen mit natürlichem β-Interferon. 2. Laupheimer Interferon Symposium August 1986. (= Aktuelle Immunologie. 2). W. Zuckschwerdt Verlag, 1987, ISBN 3-88603-206-X.
- K. von Wild: (Hrsg.): Spektrum der Neurorehabilitation. Frührehabilitation, Rehabilitation von Kindern und Jugendlichen. 1993, ISBN 3-88603-480-1.
- KRH von Wild (ed), C.-H. Nordstöm, Hernández.Meyer: Pathophysiological Principles and Controversies in Neurointensive Care. W. Zuckschwerdt Verlag, München / Bern / Wien / New York 1997, ISBN 3-88603-620-0.
- K. von Wild (Hrsg.): Functional rehabilitation in neurosurgery and neurotraumatology. (= Acta Neurochir. Supplement 79). 2002, ISBN 3-211-83739-6.
- K. R. H. von Wild (Hrsg.): Re-Engineering of the damaged brain and spinal cord. Springer, 2005, ISBN 3-211-24150-7.
- K. von Wild, P. Wenzlaff, W. J. Bock (Hrsg.): Schädel-Hirn-Verletzung. Epidemiologie und Versorgung. Ergebnisse einer prospektiven Studie. W. Zuckschwerdt, 2006, ISBN 3-88603-896-3.
- J. León-Carrión, K. R. H. von Wild, A. Zitnay (Hrsg.): Brain injury treatment theories and practices. Taylor & Francis, London / New York 2006, ISBN 0-415-65370-3.
- M. Viisocchi, M. Mehdorn, Y. Katayama, K. R. H. von Wild (Hrsg.): Trends in Reconstructive Neurosurgery Neurorehabilitation, Restoration, and Rehabilitation. Springer, 2017, ISBN 978-3-319-39545-6.
- Iona Stefan Florian, Wolf Ingo Steudel (editor in cief), Klaus von Wild, Peter A. Winkler (Hrsg.): Euroacademia Multidisciplinaria Neurotraumatologica 25th Anniversary 1996–2020. OVD Verlag, ISBN 978-3-943853-06-3.
- Klaus von Wild, Volker Hömberg, Annegret Ritz: Das schädelverletzte Kind. (= Fortschritte in der Neurotraumatologie und klinischen Neuropsychologie. Bd. 3). Zuckschwerdt, München 1999, ISBN 3-88603-677-4.